# تام و جری: اژدهای گمشده
تام و جری : اژدهای گمشده فیلم انیمیشن آمریکایی و محصول سال ٢٠١٤ میلادی است.

## موضوع فیلم
تام و جری یک تخم عجیب پیدا می کنند که از آن یک بچه اژدها بیرون می آید، حالا آنها باید از این بچه اژدها نگهداری کنند، اما...